# Gábor Kemény
Gábor Kemény, född 14 december 1910 i Budapest, död där 19 mars 1946, var en ungersk politiker (Pilkorspartiet). Han var utrikesminister i Ferenc Szálasis pilkorsregering 1944–1945. Efter andra världskriget dömdes Kemény till döden och avrättades som krigsförbrytare.

## Biografi
Gábor Kemény studerade juridik i Budapest och verkade på den ungerska tidningen Pesti Hírlap. Inom Pilkorspartiet blev han 1943 ledamot av partistyrelsen. I oktober året därpå ingick Kemény som utrikesminister i Ferenc Szálasis pilkorsregering, vilken egentligen endast utgjorde en tysk marionettregering under det tyska sändebudet Edmund Veesenmayer, den högste tyske ämbetsmannen i landet. Bland pilkorsarna fann Sondereinsatzkommando Eichmann villiga hjälpare, vilka redoboget ställde upp på Tredje rikets förintelsepolitik. Från den 14 maj till den 8 juli, under Döme Sztójays regeringstid, deporterades 437 402 judiska män, kvinnor och barn från Ungern till Auschwitz-Birkenau. Dessa deportationer avbröts under general Géza Lakatos kortvariga regering.
Under Szálasis tid vid makten återupptogs judedeportationerna. Beräkningar gör gällande att omkring 50 000 ungerska judar mördades under pilkorsregimen.
Kemény var gift med Elisabeth Fuchs, med vilken Raoul Wallenberg förde förhandlingar. Hon lyckades övertala sin make att de judiska skyddspassen och de fredade husen skulle respekteras. Detta förargade Szálasi, som beordrade henne att lämna Budapest.
Efter Ungerns befrielse flydde Gábor Kemény till Österrike och anlände i början av maj 1945 till Meran, där han återförenades med sin hustru. Kemény greps av amerikanska trupper och kom att utlämnas till Ungern i oktober 1945 i väntan på rättegång.
Tillsammans med Ferenc Szálasi, Károly Beregfy, Sándor Csia, József Gera, Jenő Szöllősi och Gábor Vajna ställdes Kemény i februari 1946 inför rätta för krigsförbrytelser och högförräderi. Kemény dömdes till döden och avrättades genom hängning tillsammans med Csia och Szöllősi (Szálasi, Beregfy, Gera och Vajna hade avrättats en vecka tidigare).

## Populärkultur
I TV-filmen Wallenberg: A Hero's Story från 1985 gestaltas Gábor Kemény av Stuart Wilson och hans hustru Elisabeth av Alice Krige.

## Bilder

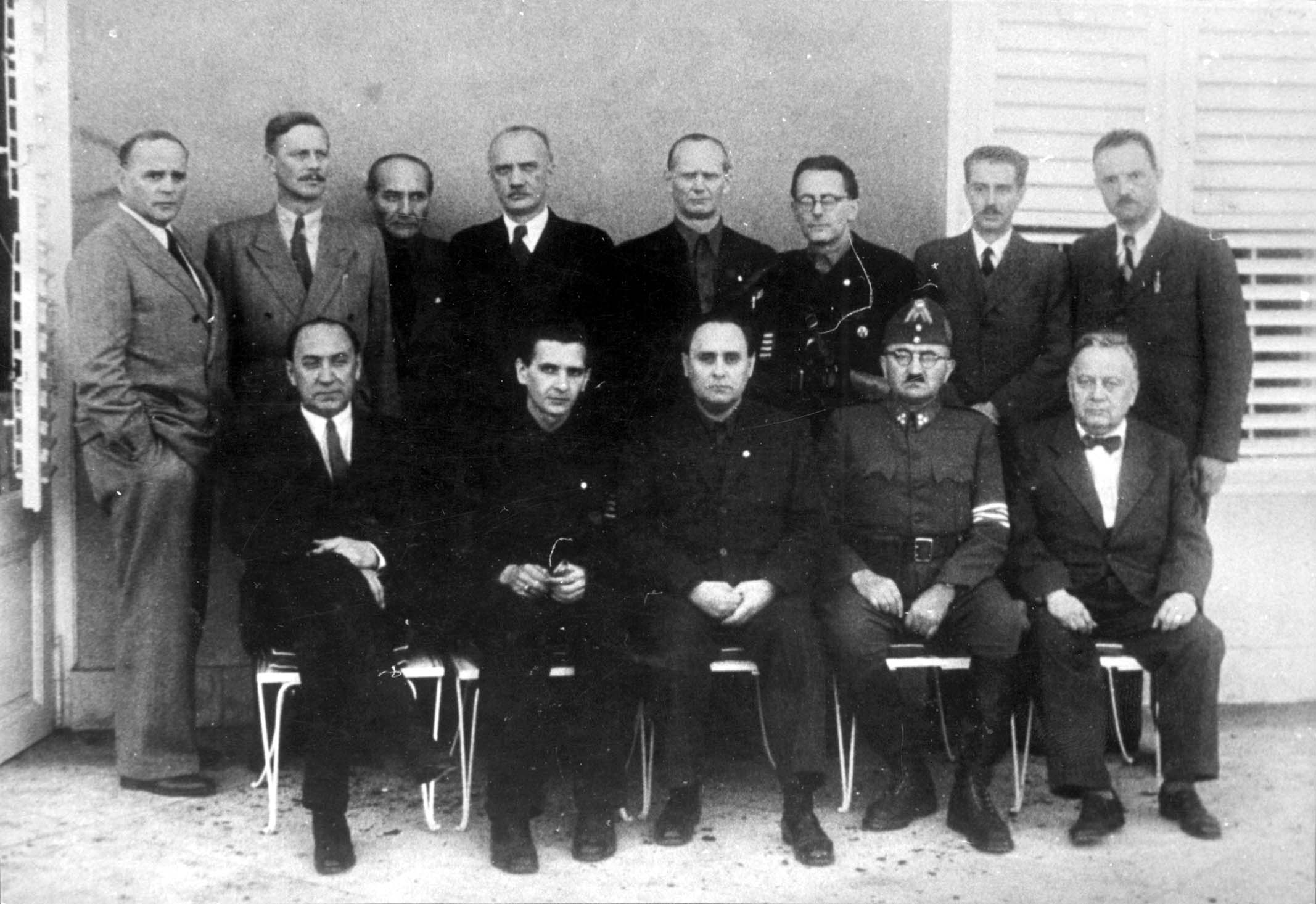
Ministären Szálasi år 1944. Gábor Kemény är andre man från vänster i främre raden.
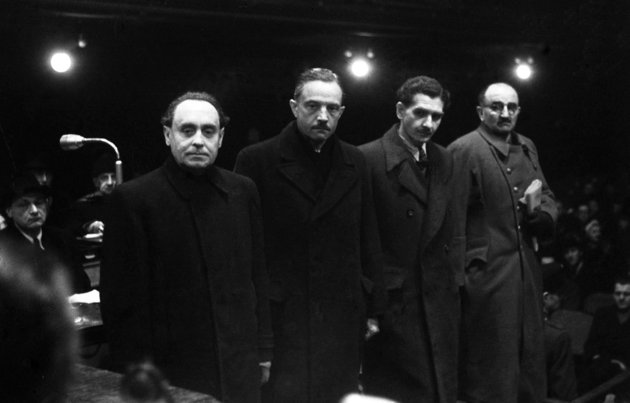
Ferenc Szálasi, Jenő Szöllősi, Gábor Kemény och Károly Beregfy inför rätta år 1946.